# Leskeodon longipilus
Leskeodon longipilus là một loài rêu trong họ Daltoniaceae. Loài này được Besch. E.B. Bartram mô tả khoa học đầu tiên năm 1955.